# コンタキンテ
コンタキンテ （1968年12月3日 - ）は、日本のお笑い芸人、俳優。本名、今田 景一（こんた けいいち）。千葉県白井市出身。

## 略歴
6人兄弟の長男。高校時代は生徒会長を務めて、20歳でボランティア活動の千葉県代表として明治神宮で表彰される。曲がり角を直角に曲がるようなキャラクターはこのころに形成された。
お笑いコンビ「店頭公開」を江頭2:50と組んでいた人物に誘われて大川興業に入社。なお、「店頭公開」での江頭の相方は公演中に江頭から迫られて蒸発し、事務所も離脱した。その後、江頭とお笑いコンビ「男同志」を結成。『タモリのボキャブラ天国』ではマッチョな体をいかした江頭との同性愛ネタを持ち味としていた。芸名の「コンタキンテ」は、新人のころに無表情に黙々と奴隷のように働いていたことから、アメリカの黒人奴隷をテーマにしたテレビドラマである『ルーツ』の主人公「クンタ・キンテ」をもじって江頭2:50が命名。
前川麻子と結婚後、諸般の事情で1997年に大川興業を退社し、男同志も解散。その後離婚し、ピン芸人・役者として活動。自ら作・演出をこなすソロライブの他に、『劇団下町ダニーローズ』『WAHAHA本舗』などの舞台に出演。

## 人物
空手を特技としており、講道館柔道初段、少林寺拳法初段、大道塾2級、剛柔流空手初段（通信教育）、日本空手協会初段、沖縄空手剛泊会2級。1996年3月には大道塾関東春季交流戦に7位入賞。1997年には当時のプロレス、格闘技番組『リングの魂』の企画で、当時同事務所所属のお笑いコンビ「松本ハウス」とともにアマ修斗の試合にも出場した。結果はKO負け。
自己管理マニアで、空手の稽古、週2日のトレーニングを欠かさない。かつては筋肉を維持するために食事の2 - 3時間の間にプロテインなどの間食を摂っていた。1ヵ月半のうちに体重を14キロ落としたことがある。最近ではヨーガの練習を取り入れ、食事から必要な蛋白質を摂るように心掛けている。
ブルース・リーのマニアでもあり、ブルース・リー肉筆のイラストをオークションで7000ドルで落札した。2018年に「コンタ・リー」としてブルース・リー漫談で浅草東洋館に出演した。

## 出演

### テレビ
- 『夜鳴き弁天』レギュラー出演 フジテレビ (1992年10月)
- 『ピロピロ』レギュラー出演 フジテレビ (1993年4月)
- 『タモリのボキャブラ天国』出演（男同志）フジテレビ (1996年12月)
- 『水上バラエティー・夢の船未来丸』出演（男同志）テレビ東京 (1996年)
- 『リングの魂』に松本ハウスと『お笑い三銃士』として出演 テレビ朝日 (1997年6月)
- 『めちゃイケ』出演 フジテレビ (1998年8月)
- 『キックの星』準レギュラー スカパー サムライTV (2002年8月)
- 『侃侃諤諤―かんかんがくがく―』ジャッキー・チェンVSブルース・リー、最強アクションスターはどっち？テレビ朝日(2013年12月19日)

### 映画
- 『憂恋の花』(浦嶋嶺至監督、ゆうばり映画祭2012出品)
- 『女生徒・1936』(2013年6月、マルパソ事務所)
- 『陽光桜－YOKO THE CHERRY BLOSSOM－』(高橋玄監督、2015年11月、GRAND KAFE PICTURES）[4]

### ラジオ
- 「福井謙二 グッモニ」文化放送　ブルース・リー特集ゲスト出演(2013年7月18日)

### イベント
- 『アイ アム ブルース・リー』『李小龍マイブラザー』公開初日舞台挨拶、シネマート心斎橋(2013年6月)

### 舞台
- 大川興業本公演（1990年 - 1997年） 演出・大川豊
- 男同志単独ライブ（1991年 - 1997年）演出・男同志
- 二人芝居『SOUL OF NAVY』共演：前川麻子 アンファンテリブル（1997年4月） 演出・前川麻子
- 『SOUL OF EMERALD』共演：ラサール石井・清水宏 アンファンテリブル（2000年4月） 演出・前川麻子
- 『リカちゃんと怪獣』（2005年6月） 下町ダニーローズ 演出・立川志らく
- 『久本雅美の大天才サーカス』（2005年7月） WAHAHA本舗 演出・喰始
- 『清水ひとみの大女優宣言2』（2005年11月） WAHAHA本舗 演出・喰始
- 『決定版!!熱海殺人事件』（2006年4月） SSTプロデュース 演出・坂田俊二
- 『ただいま！』（2006年5月） 劇団うわの空・藤志郎一座 演出・村木藤志郎
- 『はなび』（2006年6月） 下町ダニーローズ 演出・立川志らく
- 『ひとりでに森』（2006年9月） 劇団タイムラグ 脚本・演出とちぼり木
- 『泥つき』（2006年12月） 劇団タイムラグ 脚本・とちぼり木
- 『一軒の家・一本の樹・一人の息子』（2007年1月） 野良猫救済プロジェクト 脚本・別役実 演出・上山田俊夫
- 『桜‐SAKURA‐』（2007年4月） 劇団うわの空・藤志郎一座 演出・村木藤志郎
- 『清水ひとみの大女優宣言vol.4 〜勝栄版〜』（2007年5月） WAHAHA本舗 演出・喰始
- 『ヴェニスの商人？』（2007年6月） 下町ダニーローズ 演出・立川志らく
- 『ストラルドブラグ Struldbruggs〜魔神邂逅〜』（2007年7月） R:MIX 作・時田貴司 脚本、演出・町田誠也
- 『カッコーの巣の上で』（2007年8月） 野良猫救済プロジェクト 演出・上山田俊夫
- 『遥かなる海の伝説』（2007年9月） SSTプロデュース 演出・坂田俊二
- 『コンタキンテスペシャル！』（2007年11月） サニーサイドシアター 作・演出コンタキンテ
- 『木に花咲く』（2008年1月） 野良猫救済プロジェクト 脚本・別役実 演出・上山田俊夫
- 『ロックオイル砦の決闘』（2008年2月） SSTプロデュース 演出・坂田俊二
- 『SAMPLE』（2008年3月） THE GUIDEプロデュース 演出・とちぼり木、佐藤さい子、コンタキンテ
- 『悪い女はよく眠る』（2016年2月11日 - 14日、築地本願寺ブディストホール、9月3日 - 4日、大丸心斎橋劇場）
- 『不幸の家族』(2017年5月12日－21日)下町ダニーローズ　脚本・演出立川志らく　赤坂レッドシアター

### ソロライブ
- 『一人行脚』（2003年2月）
- 『変身願望』（2003年7月）
- 『名人対決』（2003年11月）
- 『自分自身』（2004年6月）
- 『コンタキンテ改造計画』（2004年11月）
- 『コンタキンテの大脱出』（2005年5月）
- 『コンタキンテの最後の晩餐』（2005年11月）
- 『コンタキンテの裸身』（2006年11月）
- 『コンタキンテのNON STOP！』（2007年11月）
- 『愛しのコンタキンテ』(2008年6月)
- 『コンタキンテ方式』(2008年9月)
- 『色即是空 空即是笑』(2012年9月)
- 『奇跡のリンガ』(2013年11月)
- 『脱皮』(2015年8月)

### Vシネマ
- 『金なら返せん』1995年11月
- 『未亡人誘惑下宿』1996年8月
- 『スパイガール大作戦1・2』2002年7月

### ビデオ
- ライブビデオ『男同志』（ポリグラム） 2000年12月

### CD
- 男同志『a・ナルシズム』（キャプテンレコード） 1991年4月

### リングアナウンサー
- ニュージャパンキックボクシング連盟 1998年－2006年。2015年より再開。継続中。
- ザ・おやじファイト 2009年より継続中。